# City of Angels (film)
City of Angels is een Amerikaanse romantische fantasyfilm uit 1998, geregisseerd door Brad Silberling en met Nicolas Cage en Meg Ryan in de hoofdrol. De film is in grote lijnen gebaseerd op de Duitse film Der Himmel über Berlin uit 1987.

## Verhaal
In Los Angeles wordt hartchirurge Maggie Rice geconfronteerd met een engel genaamd Seth die een van de vele engelen is die mensen begeleiden naar een volgend leven en die de mensheid niet kan waarnemen. De gevleugelde dienaar komt voor een van haar patiënten, een man, maar tijdens het wachten in de operatiekamer ziet Seth hoeveel inspanning chirurge Maggie Rice geeft aan de man die vecht voor zijn leven, waarvoor Seth veel bewondering heeft. Maar de man staat vervolgens rustig aangenaam bij Seth wachtend voor de volgende reis. Seth ziet later dat Maggie het er nog steeds moeilijk mee heeft en zichzelf alles verwijt. Seth probeert haar te troosten. Dit is voor Seth een begin van een vriendschap met haar die zich ontwikkelt in meer dan alleen vriendschap. Seth wordt verliefd op haar en de liefde is wederzijds, maar voor een echte relatie moet hij ook een mens worden.

## Rolverdeling
| Acteur         | Personage           |
| -------------- | ------------------- |
| Nicolas Cage   | Seth                |
| Meg Ryan       | Dr. Maggie Rice     |
| Andre Braugher | Cassiel             |
| Dennis Franz   | Nathaniel Messinger |
| Colm Feore     | Jordan Ferris       |
| Robin Bartlett | Anne                |
| Joanna Merlin  | Teresa Messinger    |
| Sarah Dampf    | Susan               |

## Achtergrond
De opnamen vonden plaats in Los Angeles, San Francisco en Burbank. De film werd geproduceerd door Atlas Entertainment. Een van de filmproducenten van het bedrijf was Dawn Steel, die hiermee haar laatste film produceerde, omdat zij overleed aan een ongeneselijke ziekte voordat de film uitkwam.

## Prijzen en nominaties

### Prijzen
- Teen Choice Award - Soundtrack of the Year.

### Nominaties
- Golden Globe - Best Original Song: Alanis Morissette met het nummer "Uninvited".
- Grammy Award - Best Instrumental Compositie Written for a Motion Picture or for Television: Gabriel Yared met de soundtrack City of Angels - Music from the Motion Picture.
- Grammy Award - Best Song Written Specifically for a Motion Picture or for Television: Alanis Morissette met het nummer "Uninvited".
- Satellite Award - Best Motion Picture Score: Gabriel Yared.
- MTV Movie Award - Best Movie Song: het nummer "Iris" van de Goo Goo Dolls.
- MTV Movie Award - Best On-Screen Duo: Nicolas Cage & Meg Ryan.